# Краснослободская волость (Почепский уезд)
Краснослобо́дская волость — административно-территориальная единица в составе Мглинского (с 1918 — Почепского) уезда, существовавшая в 1-й четверти XX века.
Административный центр — село Красная Слобода.

## История
Волость была образована в начале XX века в составе Мглинского уезда, путём выделения из Алексеевской волости. При формировании в 1918 году Почепского уезда, вошла в его состав.
В 1924 году Краснослободская волость была упразднена, а её территория присоединена к Почепской волости.
Ныне вся территория бывшей Краснослободской волости входит в состав Почепского района Брянской области.

## Административное деление
В 1919 году в состав Краснослободской волости входили следующие сельсоветы: Азаровский, Барыкский, Волжанский, Дмитровский, Долбежовский, Журавский, Игрушинский, Калиновский, Краснослободский, Муравский, Надинский, Никольщинский, Папсуевский, Поповский, Рукавичинский, Савинский, Сетоловский, Устиновский, Фёдоровский, Шмотовский.